# Ньюпорт (округ Шелбі, Огайо)
Ньюпорт (англ. Newport) — переписна місцевість (CDP) в США, в окрузі Шелбі штату Огайо. Населення — 169 осіб (2020).

## Географія
Ньюпорт розташований за координатами 40°17′43″ пн. ш. 84°22′10″ зх. д. / 40.29528° пн. ш. 84.36944° зх. д. (40.295214, -84.369352).  За даними Бюро перепису населення США в 2010 році переписна місцевість мала площу 1,02 км², з яких 0,93 км² — суходіл та 0,09 км² — водойми.

## Демографія
Згідно з переписом 2010 року, у селищі мешкало 198 осіб у 85 домогосподарствах у складі 54 родин. Густота населення становила 195 осіб/км².  Було 89 помешкань (87/км²).
Расовий склад населення:
| - 100,0 % — білих |

До двох чи більше рас належало 0,0 %. Частка іспаномовних становила 0,5 % від усіх жителів.
За віковим діапазоном населення розподілялося таким чином: 23,7 % — особи молодші 18 років, 60,6 % — особи у віці 18—64 років, 15,7 % — особи у віці 65 років та старші. Медіана віку мешканця становила 36,3 року. На 100 осіб жіночої статі у селищі припадало 127,6 чоловіків;  на 100 жінок у віці від 18 років та старших — 118,8 чоловіків також старших 18 років.
Середній дохід на одне домашнє господарство  становив 59 274 долари США (медіана — 47 241), а середній дохід на одну сім'ю — 76 131 долар (медіана — 79 167). Медіана доходів становила 46 595 доларів для чоловіків та 28 750 доларів для жінок. 
Цивільне працевлаштоване населення становило 101 осіб. Основні галузі зайнятості: виробництво — 31,7 %, освіта, охорона здоров'я та соціальна допомога — 20,8 %, роздрібна торгівля — 6,9 %, фінанси, страхування та нерухомість — 6,9 %.